# La Verkin (Utah)
La Verkin es una ciudad el condado de Washington, estado de Utah, Estados Unidos. 

## Población
Según el censo de 2000, la población era de 3392 habitantes.

## Geografía
La Verkin se encuentra en las coordenadas 37°12′49″N 113°16′0″O / 37.21361, -113.26667, al sureste del estado, cerca de la frontera con Arizona.